# Chambrage (conchyliologie)
Pour les malacologues, le chambrage désigne chez certains bivalves (huîtres) une anomalie de la formation et calcification des coquilles. 
Cette anomalie est constituée par l'apparition de vides dits « chambres » qui s'emplissent d'une substance gélatineuse translucide

## Causes
Deux causes en sont connues :
- intoxication de l'huître par un composé organostannique, le tributylétain (TBT) qui a pour origine les antifoulings marins couramment utilisés des années 1960 à 1990. 
Des doses infimes (1 nanogramme par litre d'eau de mer suffit) peuvent déclencher le chambrage de l'huître[1] ;
- une zoonose due à une colonisation de la coquille par un petit ver polychète parasite ((Polydora sp.) ; 
Dans ce cas, le chambrage a un contenu noirâtre[1] et le phénomène est également réversible ; par sécrétion de nacre consolidant la coquille, mais ce processus peut être long et nuit à la vente directe[2].

## Impacts économiques
Le chambrage peut entrainer une perte de valeur pour l'ostréiculteur ;
En France, « les chambres « non cicatrisées » qui cèdent à la pression du pouce et qui libèrent de la vase ou une odeur désagréable entraînent le déclassement de l’huître. Les autres chambres « cicatrisées » ou non, et qui ne risquent pas de provoquer un rejet de l’huître par le consommateur à l’ouverture sont acceptées ».